# Моху (Сибињ)
Моху (рум. Mohu) насеље је у Румунији у округу Сибињ у општини Шелимбар. Oпштина се налази на надморској висини од 399 m.

## Историја
Према државном шематизму православног клира Угарске 1846. године је ту живело 84 породице, са још филијарних 82 из Валдорфа. Пароху поп Димитрију Мардану помагао је капелан поп Јован Поповић.

## Становништво
Према подацима из 2002. године у насељу је живело 677 становника.

### Попис2002.
| Расподела становништва по националности 2002.‍ | Расподела становништва по националности 2002.‍ | Расподела становништва по националности 2002.‍ | Расподела становништва по националности 2002.‍ | Расподела становништва по националности 2002.‍ |
| --------------------------------------------- | --------------------------------------------- | --------------------------------------------- | --------------------------------------------- | --------------------------------------------- |
|                                               |                                               |                                               |                                               |                                               |
| Румуни                                        | Румуни                                        |                                               | 652                                           | 97,2%                                         |
| Роми                                          | Роми                                          |                                               | 19                                            | 2,8%                                          |